# Église Saint-Pierre-ès-Liens de Préchac
Pour les articles homonymes, voir Église Saint-Pierre-ès-Liens.
L'église Saint-Pierre-ès-Liens est une église catholique située dans la commune de Préchac, dans le département de la Gironde, en France.

## Localisation
L'église se trouve sur la place principale du village.

## Historique
L'édifice est classé au titre des monuments historiques par arrêté du 10 février 1909.

## Description

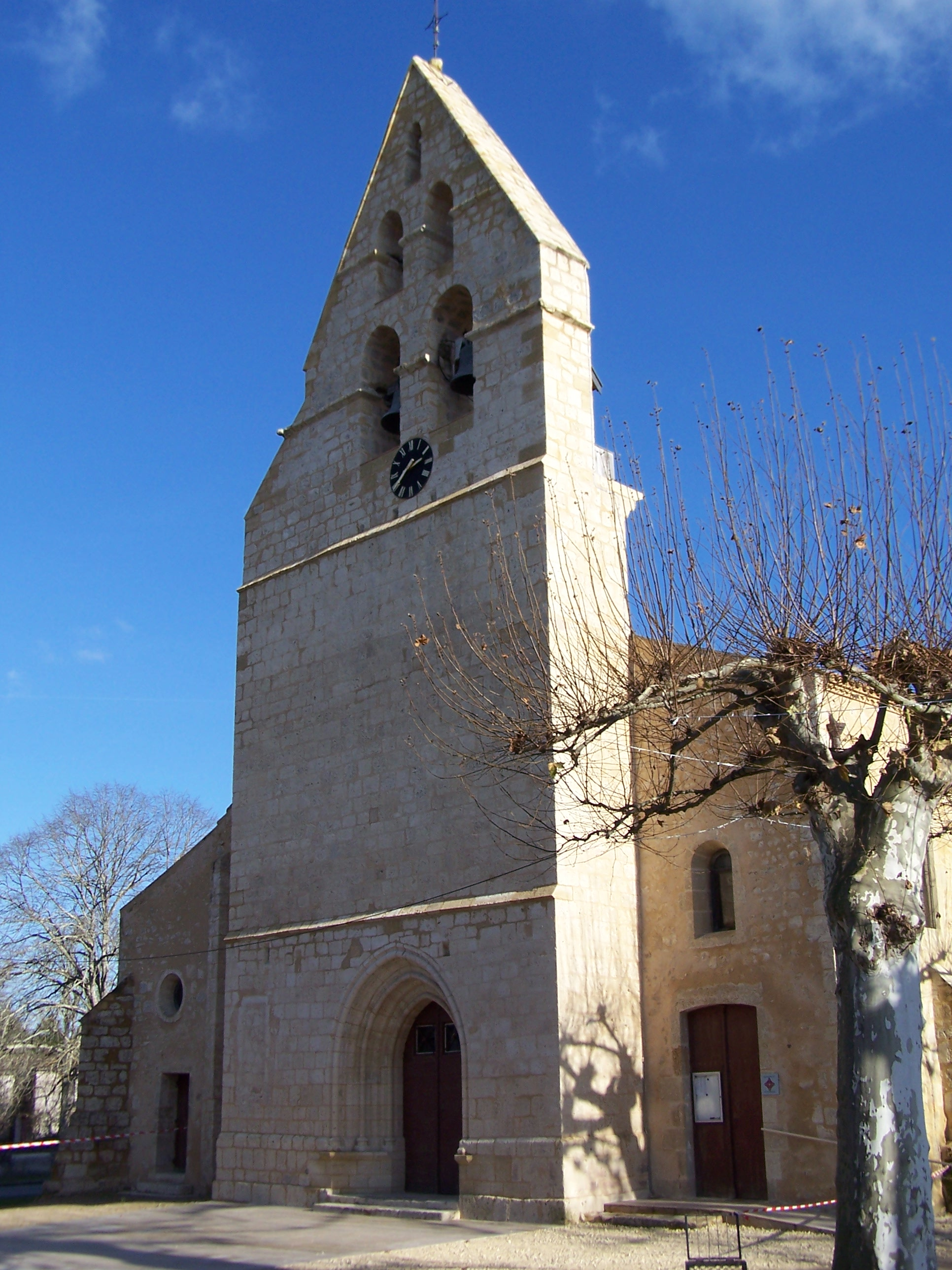
Vue sud-ouest du clocher-mur (oct. 2012)
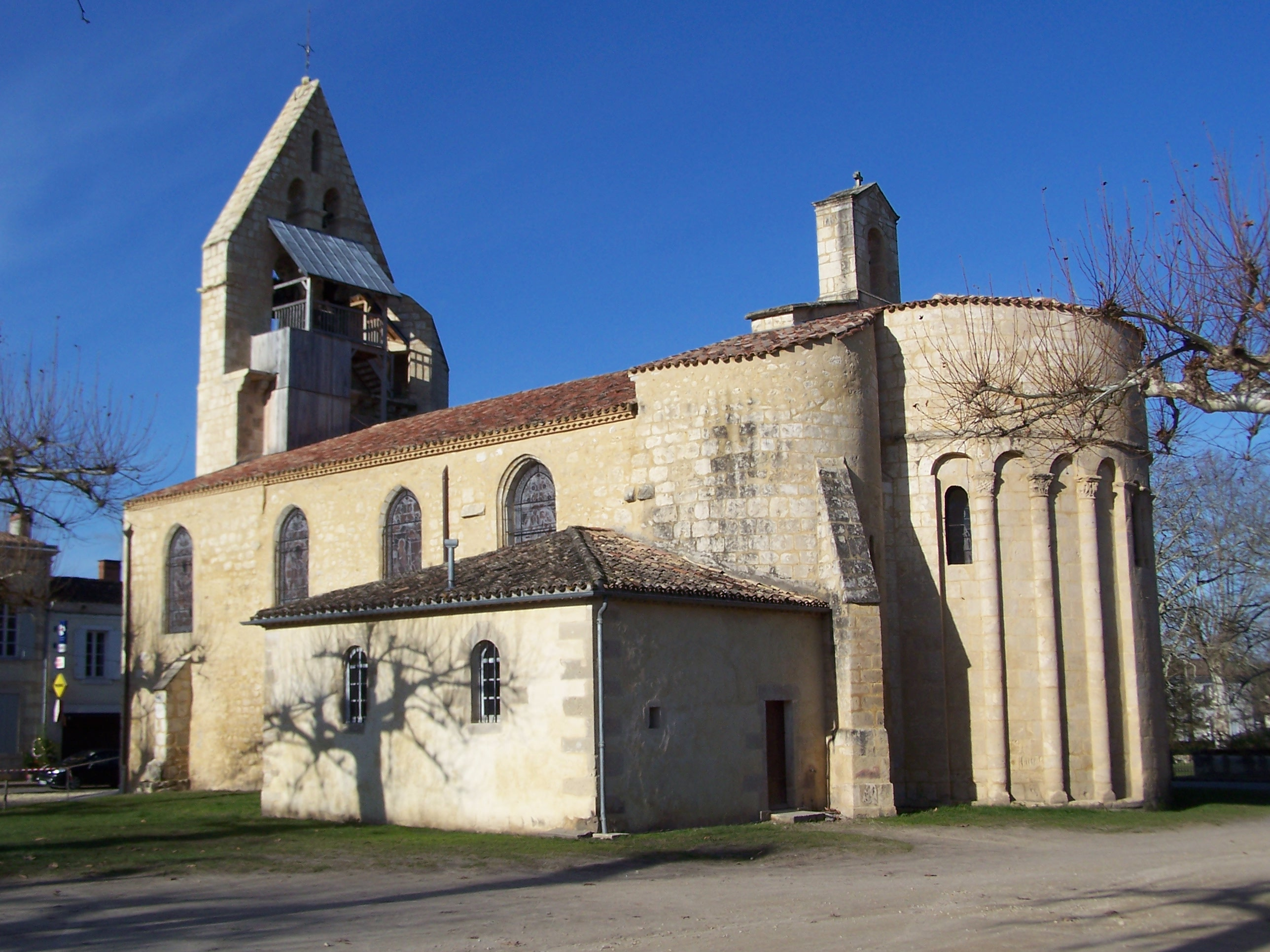
Vue sud-est (oct. 2012)
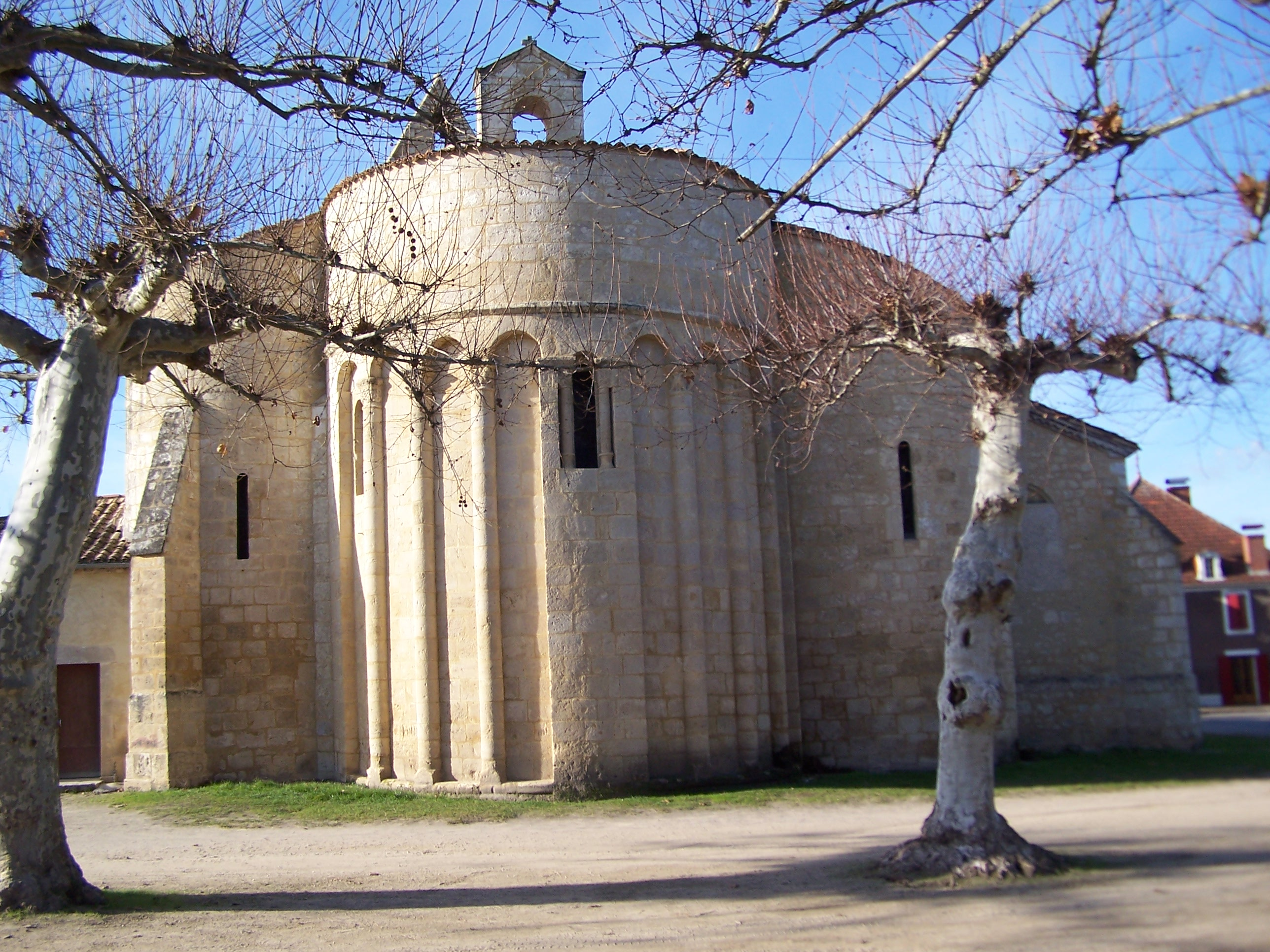
Le chevet (oct. 2012)
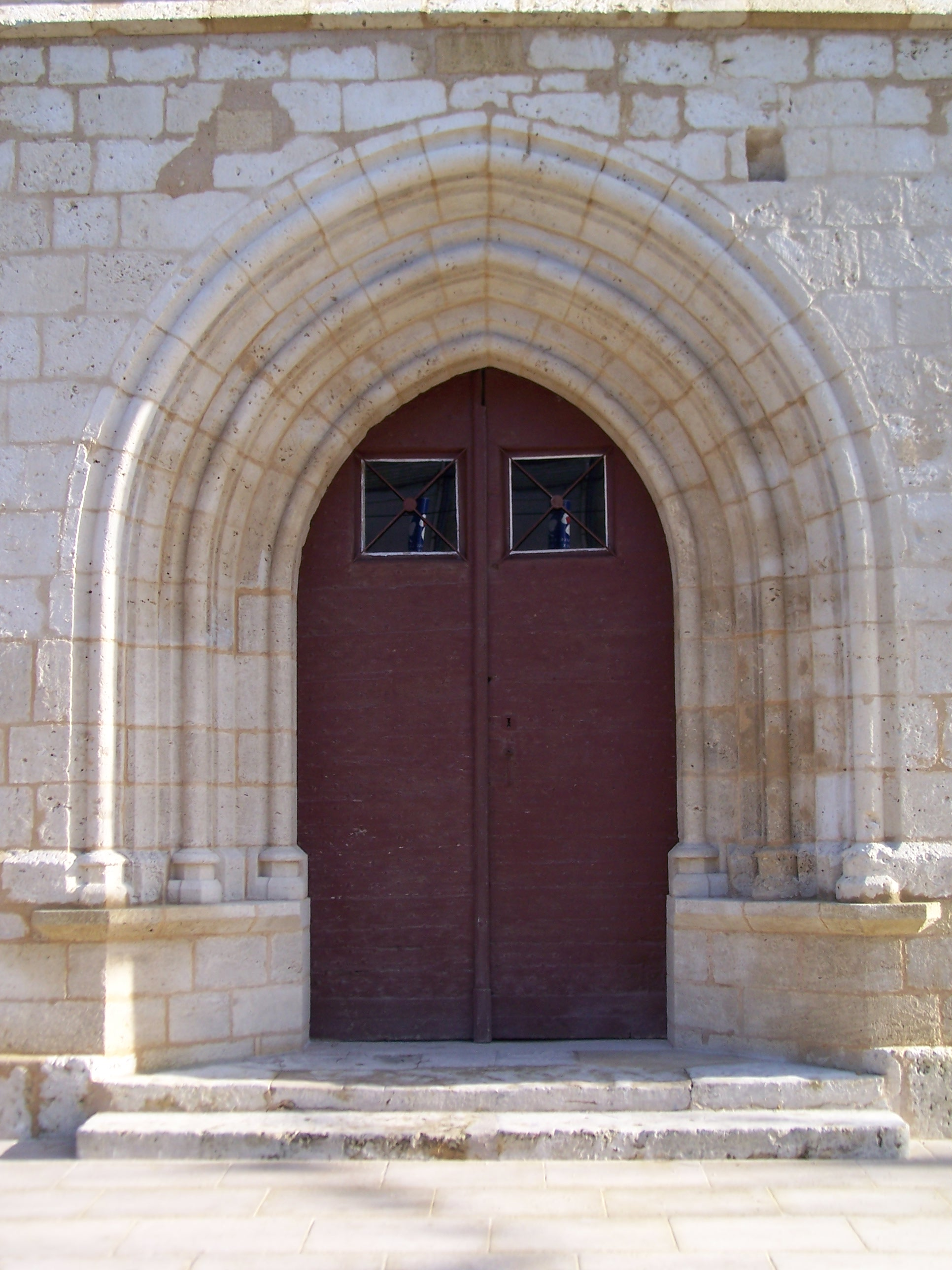
Le portail gothique (oct. 2012)